# Élections locales écossaises de 2012 à Aberdeen City
Pour un article plus général, voir Élections locales écossaises de 2012.
Les élections locales écossaises de 2012 à Aberdeen City se sont tenues le 3 mai 2012.

## Composition du conseil
Majorité absolue : 22 sièges
| Parti               | Sièges  |
| ------------------- | ------- |
| Travailliste        | 17 / 43 |
| SNP                 | 15 / 43 |
| Libéraux-démocrates | 5 / 43  |
| Conservateur        | 3 / 43  |
| Indépendant         | 3 / 43  |